# Durante Nobili

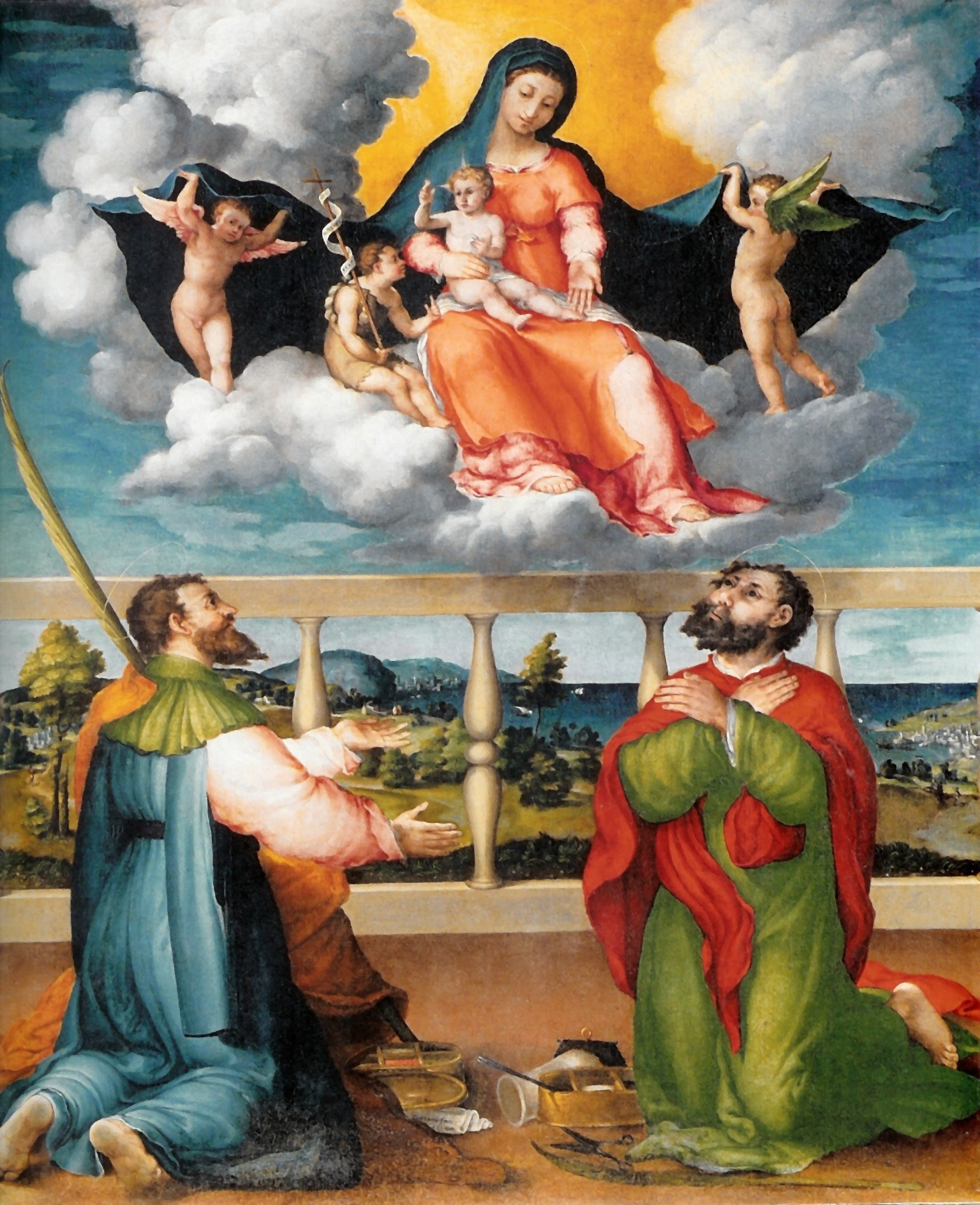
"Vergine fra i Santi Cosmo e Damiano", 1535, Chiesa di San Martino, Caldarola.

Durante Nobile (1510 ? (notizie dal 1534) – dopo 1578) è stato un pittore italiano.

## Biografia
Durante Nobile figlio di magister Nobilis de Lucca habitator Caldarola, nato probabilmente dalle prime nozze del padre, nel 1544 si sposa con Lucrezia di Giovanni Antonio di Alessandro che non sembrerebbe avere legami di parentela con i De Magistris.
Nel 1551 riceve la cittadinanza tolentinate e risulta tra i consiglieri e i priori di Caldarola almeno fino al 1570.
La prima opera che si conosce di Durante Nobili è quella che si trova nella sacrestia della Collegiata di San Martino a Caldarola, tela di buon livello che ha portato Zampetti a riconoscervi la mano del Lotto.
I rapporti fra Durante e Lorenzo Lotto sono testimoniati dalle notizie riportate nel  Libro di spese diverse del pittore veneziano nelle quali si dice che fu Durante ad occuparsi del trasporto e della consegna della pala dell'Assunta di Mogliano che giunse da Venezia via mare fino ad Ancona e poi via terra a Mogliano. 
(tratta dal “Libro delle spese” di Lorenzo Lotto)
Per il mancato pagamento della pala di Mogliano, Lotto nel 1549 inviò a Durante, tramite lo speziale Quintiliano di Mont'Olmo, colori per dipingere per un valore di 5 fiorini.
Nel 1550 Durante fu ad Ancona con il Lotto che doveva realizzare l'Assunta nella Chiesa di San Francesco alle Scale e nel 1553 erano insieme a Loreto e si occupò di pittura ma anche di doratura. È proprio nella città lauretana che Durante condusse Simone De Magistris
(dal “Libro delle spese” che tenne Lorenzo Lotto mentre si trovava nella Santa Casa di Loreto)
ma come è noto il giovane Simone 
(dal “Libro delle spese” Lorenzo Lotto)
Nell'analisi critica dell'opera di Durante Nobile è fondamentale quanto fu scritto dallo studioso camerinese Antonio Bittarelli:
(Antonio Bittarelli)

## Opere
- Vergine tra i santi Cosma e Damiano, (1535), Collegiata di San Martino, Caldarola
- Madonna col Bambino, sant'Andrea e san Girolamo da Fermo, Chiesa di Sant'Eustacchio, Belforte del Chienti
- Vergine tra i dottori della Chiesa, (1546), Chiesa di San Gregorio Magno, Mogliano
- Madonna in trono col Bambino tra i santi Giuseppe, Colomba, Giovanni Battista, Francesco d'Assisi e Benedetto, (1554), Chiesa di Santa Colomba, Mogliano
- Annunciata e angelo annunziante. Natività e Vergine adorante, Museo dei Legni Processionali, Petriolo
- Pietà, Collegiata di San Martino, Caldarola
- Crocifissione, (1569), Chiesa di San Francesco, Matelica
- Madonna col Bambino e santi, (1569), Chiesa di Santa Maria di Montemorello, Recanati
- Disputa sull'Immacolata concezione, (1569), Pinacoteca Civica, Massa Fermana
- Madonna in trono con i santi Francesco e Andrea Apostolo, (attribuito), Santuario di Santa Maria della Grazie e di San Giacomo della Marca, Monteprandone
- Crocifissione, Chiesa di San Paolo Apostolo, Civitanova Marche